# Principe régulateur du culte

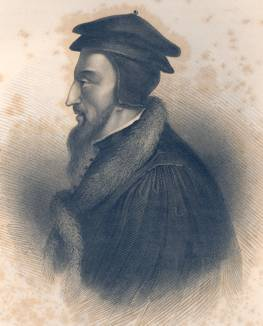
Gravé d'après le tableau original conservé à la Bibliothèque universitaire de Genève, il est considéré comme le portrait le plus fidèle de Calvin.

Le principe régulateur du culte est une expression apparue au XXe siècle, utilisée pour désigner une doctrine, partagée par les calvinistes et les anabaptistes, concernant la façon dont le second commandement du Décalogue et les autres parties de la Bible organisent le culte public.

## Doctrine
Le principe de cette doctrine consiste en ce que seuls les éléments qui sont institués ou nommés expressément, par ordre ou exemple, dans la Bible, sont admis à faire partie du culte. Autrement dit, elle enseigne que Dieu a institué dans les Saintes Écritures, de façon précise, tout ce qu'il exige pour le culte au sein de l'Église. Tout autre élément est prohibé. Le terme de « principe régulateur » s'applique quelquefois à d'autres domaines comme la gouvernance de l’Église, mais dans ce sens il est équivalent au principe de sola scriptura.
Le principe régulateur est souvent opposé au principe normatif du culte qui enseigne que tout ce qui n'est pas interdit dans les Saintes Écritures est autorisé pour le culte, tant que cela favorise la paix et l'unité de l'Église. En clair, selon le principe normatif, pour qu'un élément fasse partie du culte, il doit seulement être conforme à la pratique générale du culte de l'Église et ne doit pas être interdit dans l'Écriture sainte.

## Églises
Le principe régulateur du culte est généralement appliqué par les Églises réformées conservatrices, les Églises du Mouvement de la Restauration et d'autres dénominations protestantes conservatrices. Il est exprimé dans des documents confessionnels comme la confession de foi de Westminster, le catéchisme de Heidelberg, la Confessio Belgica et la confession de foi de Londres de 1689. Le principe normatif du culte a quant à lui cours dans les Églises luthériennes, anglicanes, méthodistes et évangéliques.

## Interprétations
Le principe régulateur du culte est caractéristique de l'approche calviniste. Se fondant sur le principe-clé de la Réforme protestante Sola scriptura, Jean Calvin rejette de l'ordre du culte tout ce qui lui semble relever de la tradition - promue seconde source de la Révélation à l'égal de la Bible par l'Église catholique romaine - et il se limite strictement à ce qui est attesté dans la Bible afin de ne pas risquer de retomber dans les abus de la tradition. Ainsi, les instruments de musiques sont assimilés aux icônes, ce que Calvin considère être une violation de l'interdiction des images gravées par les Dix commandements. C'est sur cette base que beaucoup de calvinistes des premiers temps ont évité l'utilisation des instruments de musique et conseillé la psalmodie exclusive pour le culte, bien que Calvin lui-même autorisait, en plus des Psaumes, d'autres chants tirés de la Bible. Cette pratique caractérisa le culte presbytérien et celui d'autres Églises réformées pendant un certain temps.
Ceux qui s'opposent aux instruments de musique, comme John Murray et G. I. Williamson, avancent qu'aucun exemple d'utilisation d'instruments de musique pour le culte ne figure dans le Nouveau Testament. De plus, en ce qui concerne l'Ancien Testament, les instruments étaient d'après eux spécifiquement liés aux lois cérémonielles du Temple de Jérusalem, dont ils supposent qu'elles ont été abrogées pour l'Église. Une conception similaire est proposée en ce qui concerne la danse dans le cadre du culte.
Cependant, depuis les années 1800, la plupart des Églises réformées ont modifié leur interprétation du principe régulateur du culte et utilisent les instruments de musique, pensant que Calvin et ses premiers disciples sont allés au-delà des exigences bibliques du Décalogue et que ce sujet requiert une sagesse enracinée dans la Bible plutôt qu'une règle explicite. Malgré les protestations d'un petit nombre qui s'en sont tenus à une interprétation stricte du principe régulateur, la vaste majorité des Églises calvinistes modernes utilisent les hymnes et les instruments de musiques pour leur culte. Beaucoup font également intervenir la louange avec des conducteurs et groupes de louange.
Alors que la musique est la question centrale des débats sur le culte, d'autres sujets ont suscité des conflits. C'est le cas des doxologies, des bénédictions, de la confession collective des péchés, de la prière, de la lecture des credos et des extraits de l'Écriture sainte. La présence de chacun de ces éléments, leur ordre et leur priorité, divergent suivant les différentes dénominations chrétiennes.